# Somaliland thuộc Pháp
Somaliland thuộc Pháp (tiếng Pháp: Côte française des Somalis, lit. tiếng Somalia: Dhulka Soomaaliyeed ee Faransiiska) là một thuộc địa của Pháp, nằm ở vùng sừng châu Phi. Thuộc địa này được thành lập từ năm 1883 đến 1887 sau khi các tiểu vương địa phương ký nhiều thỏa thuận với Pháp. Thực thể này ở dạng thuộc địa cho đến năm 1946 sau khi vị thế của nó đổi thành lãnh thổ hải ngoại của Pháp. Năm 1967, Somaliland thuộc Pháp được đổi tên thành lãnh thổ Afars và Issas thuộc Pháp, và vào năm 1977, lãnh thổ này trở nên độc lập và trở thành Djibouti.

## Lịch sử
Nó được thành lập từ năm 1883 đến 1887, sau khi cầm quyền người Somalia và người Afar từng ký kết một hiệp ước với Pháp. Ngày 11 tháng 3 năm 1862, thỏa thuận Afar sultan, Raieta Dini Ahmet, đã ký kết Paris là một hiệp ước nơi người Afars bán lãnh thổ Obock với giá 10.000 thalaris, khoảng 55.000 francs. Sau đó, hiệp ước đó đã được thuyền trưởng của Fleuriot de Langle sử dụng để xâm chiếm miền nam vịnh Tadjoura. Vào ngày 26 tháng 3 năm 1885, người Pháp đã ký một hiệp ước khác với người Somalia, nơi người sau sẽ trở thành người bảo hộ dưới quyền của Pháp, không có trao đổi tiền tệ xảy ra và Somalia không ký bất kỳ quyền nào của họ đối với đất đai, thỏa thuận này là để bảo vệ vùng đất của họ khỏi người ngoài với sự giúp đỡ của người Pháp
. Tuy nhiên, sau khi các thủy thủ Pháp của tàu Le Pingouin bị giết chết một cách bí ẩn ở Ambado vào năm 1886, người Pháp đã đổ lỗi cho người Anh trước tiên, sau đó là người Somalia và tiếp tục sử dụng sự cố đó để đưa ra yêu sách cho toàn bộ lãnh thổ phía nam. Trong tiếng Pháp Côte francaise des Somalis (nghĩa đen là "bờ biển Somalia thuộc Pháp") được cho là do Mohamed Haji Dide của chi nhánh Mahad 'Ase của Gadabuursi đề xuất. Bản thân ông trước sự xuất hiện của người Pháp là thương nhân thịnh vượng của Zayla và người sultan. Ông đã đến để xây dựng Nhà thờ Hồi giáo đầu tiên tại thành phố Djibouti "Gami ar-Rahma" vào năm 1891.

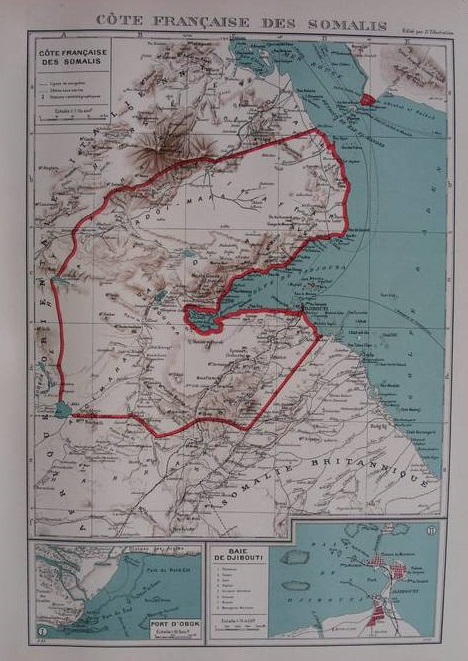
Bản đồ cho thấy biên giới mới của Somaliland thuộc Pháp sau việc nhượng lại lãnh thổ đối với Eritrea thuộc Ý năm 1935

Việc xây dựng Đường sắt Hoàng gia ở phía tây thành Ethiopia đã biến cảng Djibouti thành một khu phố bùng nổ 15.000 tại thời điểm Harar là thành phố duy nhất ở Ethiopia vượt quá.
Mặc dù dân số đã giảm sau khi hoàn thành tuyến thành Dire Dawa và công ty ban đầu đã thất bại và yêu cầu chính phủ giải cứu, liên kết đường sắt cho phép lãnh thổ nhanh chóng thay thế giao dịch dựa trên caravan được thực hiện tại Zeila (sau đó tại khu vực Anh của Somaliland) và trở thành cảng hàng đầu cho cà phê và các hàng hóa khác rời khỏi miền nam Ethiopia và Ogaden thông qua Harar.
Tuyến đường sắt tiếp tục hoạt động theo Ý chinh phục Ehiopia, nhưng sau sự hỗn loạn của Chiến tranh thế giới thứ hai, khu vực này trở thành lãnh thổ hải ngoại của Pháp vào năm 1946. Năm 1967, Somaliland của Pháp được đổi tên thành Lãnh thổ Afars và Issas thuộc Pháp và vào năm 1977, nó trở thành quốc gia độc lập của Djibouti.